# Танагра цитринова
Тана́гра цитринова (Tangara icterocephala) — вид горобцеподібних птахів родини саякових (Thraupidae). Мешкає в Центральній і Південній Америці.

## Опис

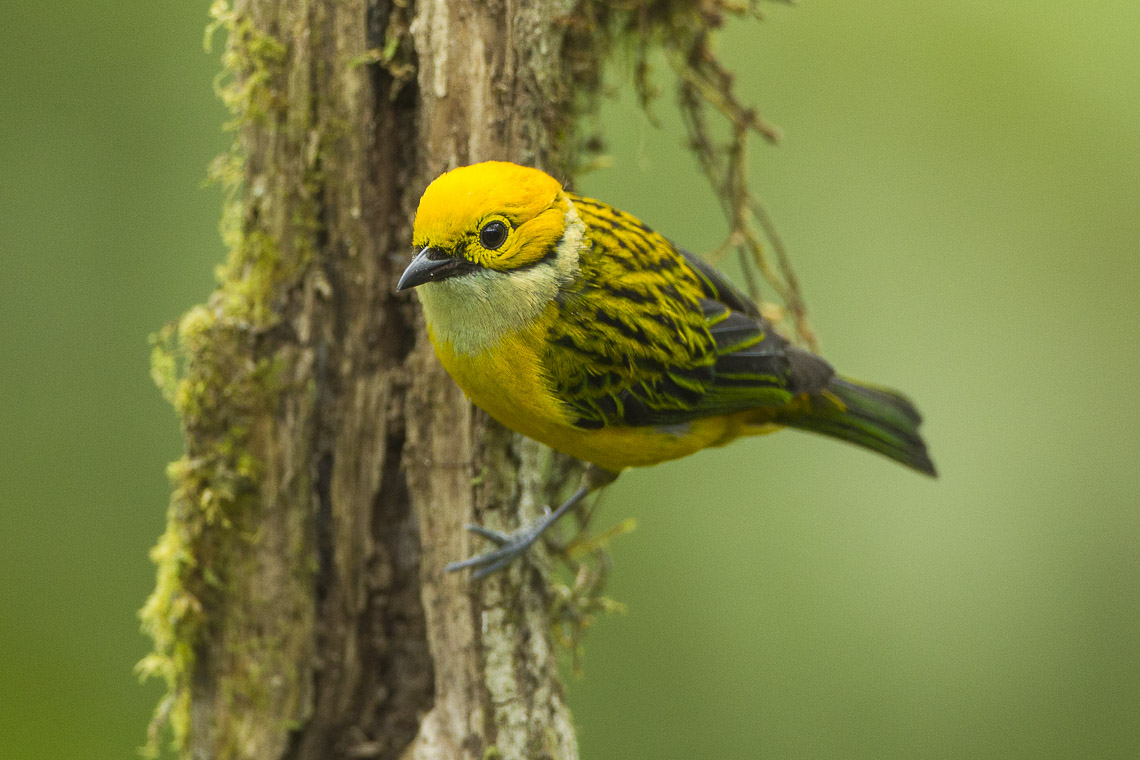
Цитринова танагра (Панама)

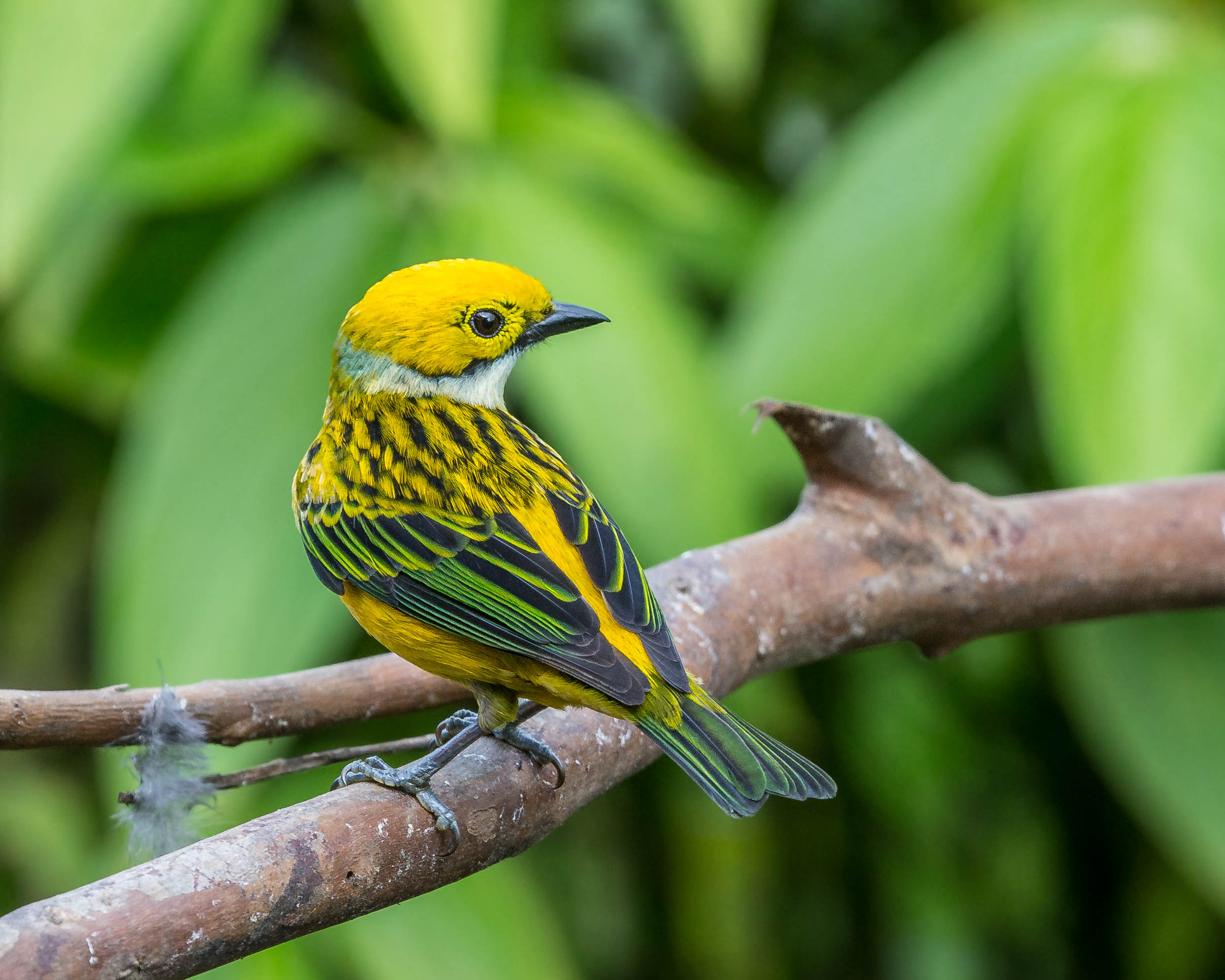
Цитринова танагра (Коста-Рика)

Довжина птаха становить 13 см, вага 17,7-24,7 г. Самці мають переважно яскраво-жовте забарвлення, горло у них сріблясто-біле, окаймлене зверху на щоках чорними "вусами". Спина жовта, поцяткована чорними смугами, крила і хвіст жовті з зеленими краями. Очі карі, дзьоб чорний, лапи сірі. Самиці мають дещо менш яскраве, зеленувате забарвлення, на тімені у них є темні плямки. Молоді птахи мають ще більш тьмяне і зеленувате забарвлення, крила і хвіст у них темні, на спині і щоках темні смуги, горло сіре, крила мають темно-зелені края.

## Підвиди
Виділяють три підвиди:
- T. i. frantzii (Cabanis, 1861) — гори Коста-Рики і західної Панами;
- T. i. oresbia Wetmore, 1962 — гори на заході центральної Панами (Кокле, Панама);
- T. i. icterocephala (Bonaparte, 1851) — гори на сході Панакми і західні схили Анд в Колумбії, Еквадорі і північному Перу (Тумбес).

## Поширення і екологія
Цитринові танагри мешкають в Коста-Риці, Панамі, Колумбії, Еквадорі і Перу. Вони живуть у вологих рівнинних, гірських і хмарних тропічних лісах та на узліссях. Зустрічаються парами або зграйками до 5 птахів, в Коста-Риці на висоті від 600 до 1700 м над рівнем моря, в Південній Америці на висоті від 150 до 2100 м над рівнем моря. Часто приєднуються до змішаних зграй птахів. Живляться переважно плодами, зокрема Miconia, а також безхребетними. Сезон розмноження в Коста-Риці триває з квітня по вересень. Гніздо чашоподібне, робюиться з моху, листя і павутиння, розміщується на дереві. В кладці 2 яйця. За сезон може вилупитися два виводки.